# 24862 Hromec
24862 Hromec este un asteroid din centura principală de asteroizi.

## Descriere
24862 Hromec este un asteroid din centura principală de asteroizi. A fost descoperit pe 27 februarie 1996 la Modra de Peter Kolény și Leonard Kornoš. Asteroidul prezintă o orbită caracterizată de o semiaxă mare de 2,60 ua, o excentricitate de 0,15 și o înclinație de 4,2° în raport cu ecliptica.